# Сфетеску, Мирча
Мирча Сфетеску (рум. Mircea Sfetescu; 1905, Бухарест — неизвестно) — румынский регбист, центровой. Бронзовый призёр летних Олимпийских игр 1924 года.

## Биография
Мирча Сфетеску родился в 1905 году в румынском городе Бухарест.
Играл в регби за «Стадиул Ромын» из Бухареста на позиции центрового.
В 1924 году вошёл в состав сборной Румынии по регби на летних Олимпийских играх в Париже и завоевал бронзовую медаль. Провёл 2 матча, очков не набирал.
В 1927 году также играл за сборную Румынии в матчах против Чехословакии и Германии.
О дальнейшей жизни данных нет.

## Память
6 июня 2012 года в составе сборной Румынии, завоевавшей бронзу летних Олимпийских игр 1924 года, введён в Зал славы регби.

## Семья
Младший брат — Эуджен Сфетеску (1907—?), румынский регбист. Играл вместе с Мирчей за сборную Румынии на летних Олимпийских играх 1924 года и завоевал бронзовую медаль.